# بری جونز (بازیگر)
بری جونز (انگلیسی: Barry Jones؛ ۶ مارس ۱۸۹۳ – ۱ مهٔ ۱۹۸۱) یک هنرپیشه اهل بریتانیا بود.
از فیلم‌ها یا برنامه‌های تلویزیونی که وی در آن نقش داشته است می‌توان به شماره هفده، ژان مقدس، بازگشت به بهشت و زندگی و ماجراجویی‌های مارتین چوزلویت اشاره کرد.